# Susann Grünwald-Aschenbrenner
Susann Grünwald (* vor 1986) ist eine deutsche Journalistin und Übersetzerin.

## Leben
Grünwald studierte Theologie an der Universität Hamburg. Von 1986 bis 2000 arbeitete sie für die Deutsche Presse-Agentur (dpa) als Redakteurin. Gemeinsam mit Dr. Urs P. Aschenbrenner gründete sie am 1. November 2004 in Hamburg die gemeinnützige und mildtätige Stiftung Mittagskinder, die sozial benachteiligten Kindern bessere Chancen bei der Gestaltung ihres Lebensweges ermöglichen soll, und ist seither Vorsitzende der Stiftung. An zwei sogenannten sozialen Brennpunkten der Stadt werden mehr als 200 Hamburger Kinder in den Kindertreffs der Stiftung unentgeltlich betreut. Seit 2016 verleiht die Stiftung Mittagskinder ihren Kinderschutzpreis HELDENHERZ.

## Auszeichnungen
- Für ihr soziales Engagement wurde sie 2008 als „Hamburgerin des Jahres“ ausgezeichnet.[1]
- Im Oktober 2010 wurde ihr „für ihr Engagement gegen Kinderarmut, Armut bei Jugendlichen und jungen Erwachsenen“ das Verdienstkreuz am Bande der Bundesrepublik Deutschland verliehen.